# Línia temporal de Star Trek
Aquest article tracta la línia temporal fictícia de la franquícia Star Trek. La franquícia està ambientada principalment en el futur, des de mitjans del segle XXII (Star Trek: Enterprise) fins a finals del segle XXIV (Star Trek: Picard), amb la tercera temporada de Star Trek: Discovery saltant cap endavant fins al segle XXXII. Tanmateix, la franquícia també ha esbossat una història futura fictícia de la Terra abans d'això, i, principalment a través de trames de viatges en el temps, ha explorat tant escenaris passats com futurs.
La cronologia es complica per la presència de línies temporals divergents dins de la narrativa de la franquícia, així com per contradiccions internes i retrocontinuïtat. La Sèrie original generalment evitava assignar dates del món real al seu escenari futurista, utilitzant en canvi el sistema de dates estel·lars. Les sèries a partir de Star Trek: La nova generació definien els seus escenaris temporals de forma convencional.

## Sèries, llibres i ambientacions de pel·lícules
Aquesta taula mostra cada sèrie de televisió i pel·lícula, el seu any d'estrena o emissió, l'any en què es va ambientar segons la cronologia Okuda predominant (vegeu més avall) i el rang de dates estel·lars per a aquell any. La designació Enterprise són les sèries que van presentar les diverses encarnacions de la nau estel·lar USS Enterprise. En ordre cronològic de la línia de temps de l'univers Star Trek: Enterprise (ENT), Star Trek: La sèrie original (TOS), Star Trek: La sèrie animada (TAS), Star Trek: La nova generació (TNG) i tots els 13 llargmetratges de Star Trek, incloent-hi les tres pel·lícules de "reinvenció" de J. J. Abrams més noves, o "Línia de temps de Kelvin" basades en la sèrie original.
| Any                              | Data estel·lar                        | Enterprise, Strange New Worlds, La sèrie original, La nova generació, Picard, pel·lícules de cronologia original, esdeveniments importants             | Sèries d'animació                                                        | Novel·les i còmics        | Deep Space Nine                                                                                         | Voyager                                                                         | Discovery                         | Pel·lícules de reinici (cronologia de Kelvin)    | Videojocs               |  |
| -------------------------------- | ------------------------------------- | --- | ------------------------------------------------------------------------ | ------------------------- | --- | ------------------------------------------------------------------------------- | --------------------------------- | ------------------------------------------------ | ----------------------- |  |
| Abans del naixement de l'Univers |                                       | |                                                                          |                           | | "Desig de morir" (1996)                                                         |                                   |                                                  |                         |  |
| Fa 3.500 milions d'anys          |                                       | "La nova generació" "Totes les coses bones..." (1994) [Terra primordial]                                                                               |                                                                          |                           | |                                                                                 |                                   |                                                  |                         |  |
| ~2840 Abans de l’Era comuna      |                                       | Star Trek "Tots els nostres ahirs" (1969) [argument principal]                                                                                         |                                                                          |                           | |                                                                                 |                                   |                                                  |                         |  |
| 1893 CE                          |                                       | "La nova generació" "La sageta del temps" (1992) [argument principal]                                                                                  |                                                                          |                           | |                                                                                 |                                   |                                                  |                         |  |
| 1930                             |                                       | Star Trek "La ciutat a la frontera del futur" (1967) [argument principal]                                                                              |                                                                          |                           | |                                                                                 |                                   |                                                  |                         |  |
| 1944                             |                                       | Enterprise "Storm Front" (2004) [argument principal]                                                                                                   |                                                                          |                           | |                                                                                 |                                   |                                                  |                         |  |
| 1947                             |                                       | |                                                                          |                           | "Little Green Men" (1995) [argument principal]                                                          |                                                                                 |                                   |                                                  |                         |  |
| 1957                             |                                       | Enterprise "Carbon Creek" (2002) [argument principal]                                                                                                  |                                                                          |                           | |                                                                                 |                                   |                                                  |                         |  |
| 1968                             |                                       | Star Trek "Missió: la Terra" (1968) [argument principal]                                                                                               |                                                                          |                           | |                                                                                 |                                   |                                                  |                         |  |
| 1969                             |                                       | Star Trek "Demà és ahir" (1967) [argument principal]                                                                                                   |                                                                          |                           | |                                                                                 |                                   |                                                  |                         |  |
| 1986                             |                                       | Missió salvar la Terra (1986) [argument principal] |                                                                          |                           | |                                                                                 |                                   |                                                  |                         |  |
| 1992–1996                        |                                       | Eugenics Wars (2001–2002) |                                                                          | Khan [argument secundari] | | "La fi del futur" (1996) [argument principal]                                   |                                   |                                                  |                         |  |
| 2000                             |                                       | |                                                                          |                           | | "11:59" (1999) [argument principal]                                             |                                   |                                                  |                         |  |
| 2004                             |                                       | Enterprise "Carpenter Street" (2003) [argument principal]                                                                                              |                                                                          |                           | |                                                                                 |                                   |                                                  |                         |  |
| 2022                             |                                       | Strange New Worlds "Tomorrow and Tomorrow and Tomorrow" (2023) [argument principal]                                                                    |                                                                          |                           | |                                                                                 |                                   |                                                  |                         |  |
| 2024                             |                                       | Picard temporada 2 (2022) [cronologia passada] |                                                                          |                           | "Past Tense" (1995) [argument principal]                                                                |                                                                                 |                                   |                                                  |                         |  |
| 2032                             |                                       | |                                                                          |                           | | "One Small Step" (1999) [argument principal]                                    |                                   |                                                  |                         |  |
| 2049–2053                        |                                       | III Guerra Mundial |                                                                          |                           | |                                                                                 |                                   |                                                  |                         |  |
| 2054–2079                        |                                       | Horror post-atòmic |                                                                          |                           | |                                                                                 |                                   |                                                  |                         |  |
| 2063                             |                                       | First Contact (1996) [argument principal] |                                                                          |                           | |                                                                                 |                                   |                                                  |                         |  |
| 2151–2152                        |                                       | Enterprise temporada 1 (2001–2002) |                                                                          |                           | |                                                                                 |                                   |                                                  |                         |  |
| 2152–2153                        |                                       | Enterprise temporada 2 (2002–2003) |                                                                          |                           | |                                                                                 |                                   |                                                  |                         |  |
| 2153–2154                        |                                       | Enterprise temporada 3 (2003–2004) |                                                                          |                           | |                                                                                 |                                   |                                                  |                         |  |
| 2154–2155                        |                                       | Enterprise temporada 41 (2004–2005) |                                                                          |                           | |                                                                                 |                                   |                                                  |                         |  |
| 2156–2160                        |                                       | Guerra Terra-Romulana |                                                                          |                           | |                                                                                 |                                   |                                                  |                         |  |
| 2161                             |                                       | Enterprise "These Are the Voyages..." (2005) simulació dels esdeveniments holocoberta 2 Fundació de la Federació Unida de Planetes                     |                                                                          |                           | |                                                                                 |                                   |                                                  |                         |  |
| 2164                             | 2164 (Data estel·lar reinvenció)      | |                                                                          |                           | |                                                                                 |                                   | USS Franklin desapareix: Star Trek Beyond (2016) |                         |  |
| 2233                             | 2233 (Data estel·lar reinvenció)      | |                                                                          |                           | |                                                                                 |                                   | Star Trek (2009)3 [pròleg]                       |                         |  |
| 2233–2258                        | 2233–2258 (Data estel·lar reinvenciós | |                                                                          | Còmic Nero                | |                                                                                 |                                   |                                                  |                         |  |
| 2245–2250                        |                                       | L'USS Enterprise (NCC-1701) de classe Constitution és llançada sota el comandament del capità Robert April i comença la seva primera missió de 5 anys. |                                                                          |                           | |                                                                                 |                                   |                                                  |                         |  |
| 2254                             |                                       | Star Trek "La gàbia" (1964) |                                                                          |                           | |                                                                                 |                                   |                                                  |                         |  |
| 2256–2257                        | 1207                                  | Guerra Klíngon-Federació |                                                                          |                           | |                                                                                 | Discovery temporada 1 (2017–2018) |                                                  |                         |  |
| 2258–2259                        | 2258–2259 (Data estel·lar reinvenció) | |                                                                          |                           | |                                                                                 | Discovery temporada 2 (2018–2019) | Star Trek (2009)                                 |                         |  |
| 2259                             | 2259 (Data estel·lar reinvenció)      | Star Trek: Strange New Worlds temporada 1 (2022) i temporada 2 (2023)                                                                                  |                                                                          | Khan [argument principal] | |                                                                                 |                                   |                                                  |                         |  |
| 2259–2260                        | 2259–2260 (Data estel·lar reinvenció) | |                                                                          |                           | |                                                                                 |                                   | Star Trek Into Darkness (2013)                   |                         |  |
| 2263                             | 2263 (Data estel·lar reinvenció)      | |                                                                          |                           | |                                                                                 |                                   | Star Trek Beyond (2016)                          |                         |  |
| 2265                             | 1000–1499                             | Star Trek "On no ha anat mai cap home" (1965) |                                                                          |                           | |                                                                                 |                                   |                                                  |                         |  |
| 2266–2267                        | 1500–3299                             | Star Trek temporada 1 (1966–1967) |                                                                          |                           | |                                                                                 |                                   |                                                  |                         |  |
| 2267–2268                        | 3300–4799                             | Star Trek temporada 2 (1967–1968) |                                                                          |                           | "Trials and Tribble-ations" (1996) [argument principal que té lloc dins de "El problema dels tribbles"] |                                                                                 |                                   |                                                  |                         |  |
| 2268–2269                        | 4800–5999                             | Star Trek temporada 3 (1968–1969) |                                                                          |                           | |                                                                                 |                                   |                                                  |                         |  |
| 2269–2270                        | 5221–5683                             | | La sèrie animada temporada 1 (1973–1974)                                 | Killing Time              | |                                                                                 |                                   |                                                  |                         |  |
| 2270                             | 6000–6146                             | | La sèrie animada temporada 2 (1974)                                      |                           | |                                                                                 |                                   |                                                  |                         |  |
| 2273                             | 7410–7599                             | La pel·lícula (1979) |                                                                          |                           | |                                                                                 |                                   |                                                  |                         |  |
| 2275                             |                                       | |                                                                          | Spock's World             | |                                                                                 |                                   |                                                  |                         |  |
| 2278                             | 7818                                  | Llançament de l'USS Bozeman: "Causa i efecte" (1992)                                                                                                   |                                                                          |                           | |                                                                                 |                                   |                                                  |                         |  |
| 2285                             | 8100–8299                             | La còlera del Khan (1982) A la recerca de Spock (1984)                                                                                                 |                                                                          |                           | |                                                                                 |                                   |                                                  |                         |  |
| 2286                             | 8300–8399                             | Missió salvar la Terra (1986) |                                                                          |                           | |                                                                                 |                                   |                                                  |                         |  |
| 2287                             | 8400–8499                             | L'última frontera (1989) |                                                                          |                           | |                                                                                 |                                   |                                                  |                         |  |
| 2293                             | 9500–9999                             | The Undiscovered Country (1991) Generations (1994) [pròleg]                                                                                            |                                                                          |                           | | "Salt enrere" (1996) [Salt enrere que té lloc dins de The Undiscovered Country] |                                   |                                                  |                         |  |
| 2298–2364                        |                                       | |                                                                          | Novel·les The Lost Era    | |                                                                                 |                                   |                                                  |                         |  |
| 2324                             | 1292.4                                | Star Trek: Section 31 (2025) |                                                                          |                           | |                                                                                 |                                   |                                                  |                         |  |
| 2333–2355                        | 10000–32999                           | |                                                                          | Novel·les Stargazer       | |                                                                                 |                                   |                                                  |                         |  |
| 2354–2381                        | 31000–58999                           | |                                                                          | Novel·les New Frontier    | |                                                                                 |                                   |                                                  |                         |  |
| 2364                             | 41000–41999                           | La nova generació temporada 1 (1987–1988) "La nova generació" "Totes les coses bones..." (1994) [cronologia passada]                                   |                                                                          |                           | |                                                                                 |                                   |                                                  |                         |  |
| 2365                             | 42000–42999                           | "La nova generació" temporada 2 (1988–1989) |                                                                          |                           | |                                                                                 |                                   |                                                  |                         |  |
| 2366                             | 43000–43999                           | "La nova generació" temporada 3 (1989–1990) |                                                                          |                           | |                                                                                 |                                   |                                                  |                         |  |
| 2367                             | 44000–44999                           | "La nova generació" temporada 4 (1990–1991) |                                                                          |                           | "Emissary" (1993) [Salt enrere a la batalla de Wolf 359]                                                |                                                                                 |                                   |                                                  |                         |  |
| 2368                             | 45000–45999                           | "La nova generació" temporada 5 (1991–1992) |                                                                          |                           | |                                                                                 |                                   |                                                  |                         |  |
| 2369                             | 46000–46999                           | "La nova generació" temporada 6 (1992–1993) |                                                                          |                           | Deep Space Nine temporada 1 (1993)                                                                      |                                                                                 |                                   |                                                  |                         |  |
| 2370                             | 47000–47999                           | "La nova generació" temporada 7 (1993–1994) Enterprise "These Are the Voyages..."4 (2005) [cronologia principal]                                       |                                                                          | Q-Squared                 | Deep Space Nine temporada 2 (1993–1994)                                                                 |                                                                                 |                                   |                                                  |                         |  |
| 2371                             | 48000–48999                           | Generations (1994) |                                                                          |                           | Deep Space Nine temporada 3 (1994–1995)                                                                 | Voyager temporada 1 (1995)                                                      |                                   |                                                  |                         |  |
| 2372                             | 49000–49999                           | |                                                                          |                           | Deep Space Nine temporada 4 (1995–1996)                                                                 | Voyager temporada 2 (1995–1996)                                                 |                                   |                                                  |                         |  |
| 2373                             | 50000–50999                           | First Contact (1996) Guerra del Domini |                                                                          |                           | Deep Space Nine temporada 5 (1996–1997)                                                                 | Voyager temporada 3 (1996–1997)                                                 |                                   |                                                  |                         |  |
| 2374                             | 51000–51999                           | Guerra del Domini |                                                                          |                           | Deep Space Nine temporada 6 (1997–1998)                                                                 | Voyager temporada 4 (1997–1998)                                                 |                                   |                                                  |                         |  |
| 2375                             | 52000–52999                           | Guerra del Domini Insurrection (1998) |                                                                          |                           | Deep Space Nine temporada 7 (1998–1999)                                                                 | Voyager temporada 5 (1998–1999)                                                 |                                   |                                                  |                         |  |
| 2376                             | 53000–53999                           | |                                                                          | A Stitch in Time          | | Voyager temporada 6 (1999–2000)                                                 |                                   |                                                  |                         |  |
| 2377–2378                        | 54000–55599                           | |                                                                          |                           | | Voyager temporada 7 (2000–2001)                                                 |                                   |                                                  |                         |  |
| 2378–2379                        | 55600–56399                           | |                                                                          | Novel·les A Time to...    | |                                                                                 |                                   |                                                  |                         |  |
| 2379                             | 56400–56899                           | Nemesis (2002) |                                                                          |                           | |                                                                                 |                                   |                                                  |                         |  |
| 2380                             | 57000–57999                           | | Lower Decks temporada 1 (2020)                                           |                           | |                                                                                 |                                   |                                                  |                         |  |
| 2381                             | 58000–58999                           | | Lower Decks temporada 2 (2021), temporada 3 (2022), i temporada 4 (2023) |                           | |                                                                                 |                                   |                                                  |                         |  |
| 2379–2386                        | 56900–63999                           | Drassanes Utopia Planitia, Picard temporada 1 (2020)                                                                                                   |                                                                          | Novel·les Titan           | |                                                                                 |                                   |                                                  |                         |  |
| 2383                             |                                       | | Prodigy temporada 1 (2021)                                               |                           | |                                                                                 |                                   |                                                  |                         |  |
| 2385                             |                                       | Destrucció de les drassanes d'Utopia Planitia, Picard temporada 1, Episodi 2 (2020)                                                                    |                                                                          |                           | |                                                                                 |                                   |                                                  |                         |  |
| 2387                             | 64000–64999                           | Star Trek (2009) [Salt enrere] |                                                                          | Countdown                 | |                                                                                 |                                   |                                                  |                         |  |
| 2390                             |                                       | |                                                                          |                           | | "Timeless" (1998) [cronologia futura]                                           |                                   |                                                  |                         |  |
| 2395                             | 72000–72999                           | La nova generació "Totes les coses bones..." (1994) [cronologia futura]                                                                                |                                                                          |                           | |                                                                                 |                                   |                                                  |                         |  |
| 2399                             | 76000–76999                           | Picard temporada 1 (2020) |                                                                          |                           | |                                                                                 |                                   |                                                  |                         |  |
| 2401                             | 78183                                 | Picard temporada 2 (2022) [cronologia principal] i temporada 3 (2023)                                                                                  |                                                                          |                           | |                                                                                 |                                   |                                                  |                         |  |
| 2404                             |                                       | |                                                                          |                           | | "Endgame" (2001) [cronologia futura]                                            |                                   |                                                  |                         |  |
| 2409-2411                        |                                       | |                                                                          |                           | |                                                                                 |                                   |                                                  | Star Trek Online (2010) |  |
| 2450                             |                                       | |                                                                          |                           | "The Visitor" (1995) [cronologia futura]                                                                |                                                                                 |                                   |                                                  |                         |  |
| 2554                             |                                       | Enterprise "Azati Prime" (2004) [Batalla de Procyon 5]                                                                                                 |                                                                          |                           | |                                                                                 |                                   |                                                  |                         |  |
| 2875                             |                                       | |                                                                          |                           | | "Relativity" (1999) [cronologia futura]                                         |                                   |                                                  |                         |  |
| 3052                             |                                       | Enterprise "Shockwave" (2002) [cronologia futura] |                                                                          |                           | |                                                                                 |                                   |                                                  |                         |  |
| 3069–3089                        |                                       | La Cremada, seguida del col·lapse de la major part de la Federació Unida de Planetes                                                                   |                                                                          |                           | |                                                                                 |                                   |                                                  |                         |  |
| 3074                             |                                       | |                                                                          |                           | | "Testimoni vivent" (1998)                                                       |                                   |                                                  |                         |  |
| 3186                             |                                       | |                                                                          |                           | |                                                                                 | "The Red Angel" (2019)            |                                                  |                         |  |
| 3188-89                          |                                       | |                                                                          |                           | |                                                                                 | Discovery temporada 3 (2020)      |                                                  |                         |  |
| 3190                             |                                       | |                                                                          |                           | |                                                                                 | Discovery temporada 4 (2021–22)   |                                                  |                         |  |
| 3191                             |                                       | |                                                                          |                           | |                                                                                 | Discovery temporada 5 (2024)      |                                                  |                         |  |
| Segle XLIII                      |                                       | |                                                                          |                           | |                                                                                 | "Calypso" (Short Treks, 2018)     |                                                  |                         |  |

## Cronologia i esdeveniments
Aquesta línia de temps es basa en el model de «Cronologia de Star Trek» que es descriu a continuació, complementat amb dades del lloc web startrek.com. La línia de temps també inclou l'abans, l'entre i el després d'aquests esdeveniments.
Nota: Moltes d'aquestes dates són aproximacions arrodonides, ja que el diàleg del qual es deriven sovint inclou qualificadors com ara «per sobre», «més que» o «menys que».

Visió general dels esdeveniments més importants, els primers contactes i quan tenen lloc les sèries/pel·lícules de l'univers Star Trek

### Abans de l'Era Comuna
- El Big Bang
  - Quinn s'amaga al Big Bang per evitar ser descobert per Q.[3]
- fa c. 6.000 milions d'anys
  - Es forma el Guardià de l'Eternitat.[4]
- fa c. 4.000 milions d'anys
  - Una civilització humanoide sembra els oceans de molts planetes amb material genètic, cosa que conduiria al desenvolupament d'humanoides en molts planetes.[5]
- c. Fa 65 a 100 milions d'anys
  - Els dinosaures (la civilització Voth) de l'episodi "Origen llunyà" són molt probablement descendents dels Hadrosauridae que van viure al període Cretaci de la història de la Terra.
- fa c. 1 milió d'anys
  - El poble de Sargon explora la galàxia i colonitza diversos planetes, possiblement inclòs Vulcà.[6]
- fa c. 600.000 anys
  - L'Imperi Tkon, un estat interestel·lar format per desenes de sistemes estel·lars al Quadrant Alfa, s'extingeix.
- fa c. 200.000 anys
  - La civilització Iconiana és destruïda.
- c. 8.000 aC
  - El Domini podria haver estat fundat al Quadrant Gamma per la raça canviant de forma coneguda com els canviants al voltant d'aquesta època, possiblement en una forma diferent de la que es coneix a la línia de temps moderna.[7]
- c. 2700 aC
  - Un grup d'éssers extraterrestres aterren a la Terra i finalment són coneguts com els déus grecs, tal com s'estableix a l'episodi "Qui plora pels déus?".

### 1r mil·lenni de l'Era Comuna
- c. segle IV dC
  - El Temps del Despertar Vulcà. Enmig de guerres horribles a Vulcà, el filòsof Surak lidera el seu poble, ensenyant-los a abraçar la lògica i suprimir tota emoció.[8] Aquells que es neguen a seguir Surak abandonen el sistema vulcanià i finalment colonitzen Romulus. ("Awakening" (ENT), "L'equilibri del terror" (TOS))
  - El Domini pot haver estat fundat al Quadrant Gamma per la raça canviant de forma coneguda com els canviants (Fundadors) al voltant d'aquesta època.[9]
- c. segle IX
  - Kahless l'Inoblidable uneix els klíngons derrotant el tirà Molor en batalla i proporciona al seu poble ensenyaments basats en una filosofia d'honor.[10]

### Abans del segle XX
- c. 1505
  - Se sap que els Borg existeixen al Quadrant Delta, 900 anys abans que la Voyager aterrés al planeta, tal com fa referència al Vaadwaur "Dragon's Teeth" (VOY).
- c. 1570
  - Els antics bajorans utilitzen naus de vela solar per explorar el seu sistema estel·lar, i és possible que un d'ells hagi arribat a Cardàssia.[11]
- Segle XVIII
  - El món natal dels sulibans esdevé inhabitable ("Detained" (ENT)).
  - Els preservadors transporten diversos nadius americans als Estats Units a un planeta llunyà.[12]
- c. 1864
  - Els skagarans segresten humans per utilitzar-los com a esclaus al seu món colonial (com es menciona a la temporada 3 d'Enterprise: "North Star").
- c. 1871
  - S'estableix la Unió Cardassiana.[13]
- 1888
  - 31 d'agost: la primera víctima de Jack l'Esbudellador és trobada assassinada i mutilada a East London (com es menciona a la temporada 2 de Star Trek: La sèrie original: "El llop dins del tancat").
- c. 1893
  - "La sageta del temps" (TNG).

### Segle XX
- 1918
  - La Primera Guerra Mundial acaba amb 6 milions de morts ("Pa i circ (TOS)").
- 1930
  - L'activista social Edith Keeler mor en un accident de trànsit a Nova York. En una línia de temps alternativa on viu, es converteix en la líder d'un moviment pacifista que indirectament porta a la victòria de l'Alemanya nazi a la Segona Guerra Mundial. ("La ciutat a la frontera del futur" (TOS)).
- 1937
  - Diversos centenars d'humans són segrestats en secret per una raça alienígena coneguda com els Briori i portats al Quadrant Delta. Vuit són congelats criogènicament, inclosa la pilot perduda fa temps Amelia Earhart ("Els 37's" (VOY)).
- 1944 (línia de temps alternativa)
  - En una línia de temps alternativa causada per incursions de la Guerra Freda Temporal dels segles XXVII-XXXI, l'Alemanya nazi guanya la Segona Guerra Mundial amb l'ajuda d'una espècie alienígena anomenada Na'kuhl. La tripulació de la nau estel·lar Enterprise (NX-01), arribant aquí des del 2153, derrota els Na'kuhl, posa fi a la Guerra Freda Temporal i torna al seu temps. ("Storm Front" (ENT))
- 1945
  - La Segona Guerra Mundial acaba amb 11 milions de morts ("Pa i circ (TOS)").
  - Les Nacions Unides s'estableixen a San Francisco, però la seva seu es trasllada a Nova York.
- 1947
  - Tres ferengi (Quark, Rom i Nog) s'estavellen al desert de Nou Mèxic i són retinguts pel govern dels Estats Units en una base secreta per a estudis científics ("Little Green Men" (DS9)).
- 1957
  - Una nau exploradora vulcaniana visita la Terra, segons una història explicada per T'Pol (presumiblement una història real, ja que T'Pol examina una bossa que es va retratar com la que feia servir la seva rebesàvia durant la història; vegeu l'entrada de l'episodi) ("Carbon Creek" (ENT)).
- 1967
  - La nau del temps de la Federació del segle XXIX del Capità Braxton Aeon s'estavella a la Terra ("La fi del futur" (Voyager)).
- 1968
  - "Missió: la Terra" (TOS) esdeveniments passats.
- 1969
  - "Demà és avui" (TOS) esdeveniments passats.
- 1986
  - Star Trek 4: Missió salvar la Terra esdeveniments passats. Dues balenes geperudes s'avancen en el temps. fins al 2286 per tal de repoblar la seva espècie després que s'extingís.
- 1992
  - Comencen les  Guerres Eugenèsiques (III Guerra Mundial).[14] En el punt àlgid de la seva influència, es diu que el tirà augmentat genèticament Khan Noonien Singh és el governant absolut de més d'una quarta part de la població de la Terra. (La Tercera Guerra Mundial es retrocedeix a la dècada del 2050 per Trobada a Farpoint i Star Trek First Contact de TNG i és un conflicte separat de les Guerres Eugenètiques; "Strange New World" de SNW la retrocedeix a tenir lloc al segle XXI, abans de la Tercera Guerra Mundial.)
- 1996
  - Finalitzen les Guerres Eugenètiques.[14] Després de la derrota de Khan, ell i un grup d'uns 80 o 90 Augmentats roben la nau adormida SS Botany Bay i abandonen el Sistema Solar. ("Llavor espacial" (TOS))
  - "La fi del futur" (VOY).
- 1999
  - Es llança la Voyager 6.[15]
- 2000
  - Els esdeveniments passats de "11:59" (VOY).

### Segle XXI
- 2002
  - Es llança la sonda interestel·lar Nomad.[2][16]
  - Els esdeveniments passats de "Carpenter Street" (ENT).
- 2009
  - Té lloc la primera sonda Terra-Saturn amb èxit.[2][17]
- 2012
  - El primer entorn cívic autosuficient del món, Millennium Gate, que es va convertir en el model per al primer hàbitat a Mart, es completa a Portage Creek, Indiana ("11:59" (VOY)).
- 2018
  - Les naus dorments queden obsoletes.[18]
- 2022
  - Els esdeveniments passats de "Tomorrow and Tomorrow and Tomorrow" (SNW).
- 2024
  - S'aconsegueix una Irlanda Unida ("TNG" "Causa noble").
  - Els esdeveniments passats de "Past Tense" (DS9), concretament els "Aldarulls de Bell".
  - Els esdeveniments passats de la temporada 2 de Star Trek: Picard.
- 2026
  - Comença la Tercera Guerra Mundial a la Terra. El coronel Phillip Green i un grup d'ecoterroristes cometen un genocidi que va costar la vida a trenta-set milions de persones. (ENT "In A Mirror Darkly, Part Dos") (A TOS, la Tercera Guerra Mundial va tenir lloc a la dècada del 1990 i s'estableix com a nom alternatiu per a les Guerres Eugenètiques[14] mentre que a "Doctor Bashir, I Presume?" de DS9 tenia les Guerres Eugenètiques al segle XXII. "Strange New World" de SNW retrocedeix les Guerres Eugenètiques al segle XXI, però abans de l'esclat de la Tercera Guerra Mundial.)
- 2032
  - Es llança Ares IV, una missió tripulada a Mart.[19]
  - Neix Zefram Cochrane.
- 2037
  - La nau espacial Charybdis intenta abandonar el sistema solar.[20]
- 2047
  - El terratrèmol d'Hermosa colpeja la regió del sud de Califòrnia que envolta Los Angeles. La terra s'enfonsa sota dos-cents metres d'aigua. En els segles següents, la regió es recupera, transformant-se en un dels esculls de corall més grans del món. Aquests esculls es converteixen en la llar de milers d'espècies marines diferents.
- 2053
  - Acaba la Tercera Guerra Mundial i la Terra queda devastada, principalment a causa de la guerra nuclear. La majoria de les principals ciutats queden en ruïnes amb pocs governs restants i el total de morts arriba als 600 milions. L'avanç científic continua, però.[21] (A TOS, la Tercera Guerra Mundial va tenir lloc a la dècada de 1990 i s'estableix com a nom alternatiu per a les Guerres Eugenètiques[14] mentre que "Doctor Bashir, I Presume?" de DS9 situa les Guerres Eugenètiques al segle XXII. "Strange New World" de SNW retrocedeix les Guerres 'Eugenètiques al segle XXI, però abans de l'esclat de la Tercera Guerra Mundial.)
- 2062
  - El nucli antic de San Francisco és colpejat per un enorme terratrèmol, el Gran Terratrèmol, i la ciutat triga 20 anys a restaurar-se.
- 2063
  - Els esdeveniments passats de Star Trek: First Contact. Zefram Cochrane fa el primer vol de curvatura humà amb la Phoenix mentre la civilització es reconstrueix després de la Tercera Guerra Mundial. Això atrau els vulcanians i fan primer contacte amb els humans. (TOS "Metamorfosi" afirmava que Zefram Cochrane va desaparèixer fa 150 anys als 87 anys, cosa que encaixa amb la línia temporal actual.)
  - A l'Univers Mirall, Cochrane mata el capità vulcanià i els seus seguidors saquegen la nau exploradora vulcaniana, cosa que porta a la fundació de l'Imperi Terrà. No és clar si aquest és el punt de divergència entre l'Univers Mirall i l'Univers Principal. ("In a Mirror, Darkly" (ENT))
- c. 2065
  - Es llança la SS Valiant.[2][22]
- 2067
  - Es llança la sonda interestel·lar warp sense tripulació Friendship 1.[23]
- 2069
  - Es llança la nau colonial SS Conestoga. Fundaria la colònia Terra Nova.[24]
- 2079
  - La Terra comença a recuperar-se de la seva guerra nuclear.[25] La recuperació està ajudada i parcialment organitzada per una entitat política recentment establerta anomenada Hegemonia Europea.[2]
- 2088
  - Neix T'Pol.

### Segle XXII
- 2103
  - La Terra colonitza Mart.
- 2112
  - Jonathan Archer neix al nord de l'estat de Nova York, a la Terra.[26]
- 2119
  - Zefram Cochrane, que ara resideix a Alfa del Centaure, parteix cap a llocs desconeguts i desapareix. Alguns havien pensat que estava provant un nou motor. Després d'una recerca exhaustiva, es creu que Cochrane ha mort. Es converteix en una de les persones desaparegudes més famoses de la història.[27]
- 2129
  - Neix Hoshi Sato.[26]
- 2130
  - Les Nacions Unides estableixen el Comandament de la Flota Estel·lar amb San Francisco com a seu.
- 2142
  - La barrera de curvatura 2 és trencada pel comandant Robinson a NX Alpha i la de curvatura 2.5 és aconseguida pel comandant Archer a NX Beta.
- 2145
  - La curvatura 3 és trencada pel comandant Duvall a NX Delta.
- 2149
  - La nau estel·lar «Enterprise» (NX-01), la primera nau amb capacitat per a Curvatura 5 construïda per humans, comença la construcció al nord de l'estat de Nova York.
- 2150
  - Quilla col·locada per a Enterprise (NX-01).
- 2151–2155
  - Els esdeveniments de Star Trek: Enterprise tenen lloc.[28]
- 2151
  - Primer contacte entre humans i klíngons. L'NX-01 Enterprise, comandada pel capità Jonathan Archer, comença la seva missió exploratòria. ("Broken Bow" (ENT))
- 2153
  - Com a resultat de les incursions de la Guerra Freda Temporal dels segles XXVII-XXXI, una confederació d'espècies anomenada Xindi prova un tret destructor de planetes contra la Terra, causant aproximadament 1 milió de baixes ("The Expanse" (ENT)). L'NX-01 Enterprise derrota els Xindi, però és enviat enrere en el temps fins al 1944. ("Zero Hour" (ENT))
- 2154
  - El capità Archer redescobreix els escrits perduts de Surak, frustrant la infiltració dels romulans al govern de Vulcà. ("Kir'Shara" (ENT))
  - L'espècie klíngon s'infecta amb un virus modificat genèticament. La cura, que utilitza anticossos humans, fa que els klíngons perdin les seves crestes cranials i es tornin lleugerament menys agressius. ("Divergence" (ENT))
- 2155
  - L'USS Defiant, una nau de classe Constitution de l'Univers Prime el 2268, viatja enrere en el temps i també emergeix a l'Univers Mirall després de la seva interacció amb una anomalia. Els tholians troben la Defiant abandonada. L'Imperi Terrà s'assabenta de l'existència de la nau i posteriorment la captura per al seu propi ús. ("In a Mirror, Darkly" (ENT))
- 2156–2160
  - La Guerra Terra-Romulana es lliura entre la Terra Unida i els seus aliats, i l'Imperi Estel·lar Romulà. La guerra acaba amb la batalla de Cheron, una derrota humiliant per als romulans, fins al punt que l'Imperi encara considera la batalla una vergonya més de 200 anys després. S'estableix la Zona Neutral Romulana.[2] Com que totes les comunicacions amb els romulans es feien només per àudio, cap espècie no vulcaniana s'assabenta que els romulans són una branca dels vulcans. ("L'equilibri del terror" (TOS))
- 2161
  - La Federació Unida de Planetes és fundada per la Terra, Tellar, Andoria i Vulcan.[29][30]
- 2165
  - Sarek, diplomàtic de la Federació i pare de Spock, neix a Vulcà.[31]
- 2184
  - Jonathan Archer és elegit com el primer president de la Federació Unida de Planetes.
- 2192
  - Jonathan Archer dimiteix com a president de la FUP després de 8 anys.
- 2195
  - Neix Robert April.
- De la dècada del 2160 al 2196
  - La nau espacial de la classe Daedalus està activa.[32]

### Segle XXIII
- 2222
  - Montgomery Scott neix a Escòcia.[33]
- 2226
  - Michael Burnham neix a la Terra.[34]
- 2227
  - Leonard McCoy neix a Geòrgia, Amèrica del Nord, a la Terra.[35]
- 2230
  - Spock, fill de Sarek i la humana Amanda Grayson, neix a Vulcà.[36]
- 2232
  - Tenen lloc els esdeveniments de l'episodi de Star Trek: Short Treks "The Girl Who Made the Stars".
- 2233
  - James T. Kirk neix a Riverside, Iowa a la Terra.[37]
- 2233 (línia de temps alternativa): Escena del pròleg de Star Trek.
  - L'ambaixador Spock i el vaixell miner romulà Narada, comandats per Nero, emergeixen d'un forat negre creat per la detonació de matèria vermella de Spock el 2387 i arriben al passat. L'arribada de Nero i el posterior atac a l'USS Kelvin creen la línia de temps de Kelvin.
  - James T. Kirk neix a bord d'una llançadora de l'USS Kelvin.
  - El pare de James T. Kirk, George Kirk, mor.
- 2238
  - Els esdeveniments de l'episodi "The Brightest Star" de Star Trek: Short Treks tenen lloc.
- 2241 (línia de temps alternativa)
  - Pavel Chekov neix a Rússia a la Terra.
- 2245–2250
  - L'USS Enterprise, una nau de la classe Constitution, és botada sota el comandament de Robert April, en una missió d'exploració de cinc anys.[2] A la línia de temps alternativa creada per l'atac de Nero a l'USS Kelvin, l'Enterprise és encara en construcció el 2255 i no es llança en el seu viatge inaugural fins al 2258.
- 2245
  - Pavel Chekov neix de pares russos.[38] A la línia de temps alternativa creada per l'atac del Nero a l'USS Kelvin, Chekov només és vuit anys més jove que James T. Kirk, cosa que implica una data de naixement del 2241.[39]
- 2250
  - Després d'una reforma, l'USS Enterprise (NCC-1701) es llança en una segona missió de cinc anys. El comandament de la nau s'assigna al capità Christopher Pike.[2]
- 2254
  - Tenen lloc els esdeveniments de l'episodi "Q&A" de Star Trek: Short Treks.
  - Tenen lloc els esdeveniments de "La gàbia".[40]
- 2256-2257
  - Tenen lloc els esdeveniments de la temporada 1 de Star Trek: Discovery. La Guerra Klíngon-Federació.
- 2257
  - Tenen lloc els esdeveniments de Star Trek: Section 31.
- 2257-2258
  - Tenen lloc els esdeveniments de Star Trek: Discovery temporada 2. L'USS Discovery i l'USS Enterprise (NCC-1701) s'enfronten a una batalla campal per neutralitzar la IA Control deshonesta. La batalla és un èxit, però l' Enterprise informa falsament que la Discovery es va perdre amb totes les seves tripulacions, per ocultar el fet que va viatjar 930 anys al futur per evitar que Control es reafirmés. Posteriorment, l' Enterprise se sotmet a reparacions i marxa cap a Edrin II 4 mesos després.
- 2258 (línia de temps alternativa)
  - Es produeixen els esdeveniments de Star Trek. Nero destrueix el planeta Vulcà, matant milers de milions de persones, inclosa la mare de Spock, així com 9 naus estel·lars de la Federació Unida de Planetes. L'USS Enterprise (NCC-1701) es construeix a l'estat d'Iowa i es llança en el seu viatge inaugural sota el comandament del capità Christopher Pike. James T. Kirk es converteix en el nou capità de la nau poc després.
  - Els esdeveniments de Star Trek: Bridge Crew tenen lloc. L'USS Aegis busca un nou món natal per als vulcanians després de la destrucció del seu planeta. La nau es dirigeix a una regió de l'espai anomenada "La Trinxera", que està ocupada pels klíngons.
  - Els esdeveniments de Star Trek (videojoc del 2013) tenen lloc. El capità Kirk, Spock i la tripulació de l'USS Enterprise es troben amb una poderosa raça alienígena coneguda com els Gorn.
- 2259 (línia de temps alternativa)
  - Un temps abans d'aquest punt de la Cronologia de Kelvin, la unitat d'operacions encobertes de la Federació, la Secció 31, reviu Khan Noonien Singh de l'animació suspesa a la "Botany Bay", obligant-lo a sotmetre's a una cirurgia plàstica i treballar com a agent de la Secció 31 sota la identitat de "John Harrison".
  - Tenen lloc els esdeveniments de Star Trek Into Darkness. Khan torna a l'animació suspesa a la Terra com a càstig per actes de terrorisme.
- 2259
  -  Tenen lloc els esdeveniments de la temporada 1 de Star Trek: Strange New Worlds.
  - LEnterprise comença una altra missió de cinc anys sota el comandament de Christopher Pike.
- 2260 (línia de temps alternativa)
  - LEnterprise és llançada en una missió històrica de cinc anys.
- 2263 (línia de temps alternativa)
  - El comodor Paris estableix l'estació espacial Yorktown.
  - Tenen lloc els esdeveniments de Star Trek Beyond. L'USS Enterprise és destruïda; l'USS Enterprise-A és comissionada a la base estel·lar Yorktown com a substitut.
  - L'ambaixador Spock de l'Univers Prime mor a l'Univers Kelvin.
- 2261–2264
  - L'USS Enterprise (NCC-1701) se sotmet a una important reforma, augmentant la seva tripulació de 203 a 430.[2]
- 2263
  - Neix Boothby, jardiner i assessor de l'Acadèmia de la Flota Estel·lar.
- 2265–2270
  - Després de l'ascens de Christopher Pike, el capità James T. Kirk és assignat al comandament de l'Enterprise en una missió històrica de cinc anys.[2] (A la Star Trek Spaceflight Chronology originalment canònica, això va ser del 2207 al 2212; Star Trek: Strange New Worlds contradiu això en certa manera datant l'accident de Pike aproximadament al 2268 o 2269 (segons el diàleg de l'episodi "Star Trek: Strange New Worlds" que indica que l'accident es produeix 10 anys en el futur), però l'episodi de TOS "El zoo" té lloc durant la primera temporada, aproximadament un any després de l'inici de la missió de Kirk en lloc de prop del seu final.)
- 2265
  - Tenen lloc els esdeveniments de "On no ha anat mai cap home" (TOS)
- 2266–2269
  - Els esdeveniments de Star Trek: La sèrie original tenen lloc.
- 2266
  - Quan l'USS Enterprise (NCC-1701) s'enfronta a una au de presa romulana, finalment es revela el secret que els romulans són de la mateixa espècie que els vulcanians. ("L'equilibri del terror" (TOS))
  - La tripulació de lEnterprise reviu Khan Noonien Singh i 72 augmentats supervivents de l'animació suspesa a la Botany Bay. Després d'impedir que els augmentats prenguin el control de l'Enterprise, el capità Kirk els exilia al planeta Ceti Alpha V. ("Llavor espacial" (TOS).) Sense que Kirk ho sàpiga, l'explosió d'un planeta veí destrueix la major part de l'ecosistema de Ceti Alpha V sis mesos després. (Star Trek 2: La còlera del Khan)
- 2267
  - Kirk descobreix que Zefram Cochrane va ser segrestat a un planetoide distant per un ésser d'energia que li va concedir la immortalitat. ("Metamorfosi" (TOS))
- 2268
  - L'USS Defiant desapareix de l'Univers Principal, reapareixent a l'Univers Mirall del 2155. ("La xarxa tholiana" (TOS))
- 2269-2270
  - Els esdeveniments de Star Trek: La sèrie animada tenen lloc. (No hi ha cap confirmació en pantalla d'això, però anecdòticament es creu que TAS té lloc cap al final de la missió.)
  - Durant algun període entre el 2269 i el 2273, els klíngons recuperen les seves crestes cranials.
- 2270
  - ** L'USS Enterprise torna de la seva missió de cinc anys sota el comandament del capità James T. Kirk i entra en una important reforma mentre Kirk és ascendit a almirall al Comandament de la Flota Estel·lar. El capità Will Decker és assignat al comandament de la nau.
- 2273
  - Els esdeveniments de Star Trek: La pel·lícula.
    - La Voyager 6 torna a la Terra, després d'haver estat massivament millorada per tecnologia alienígena per convertir-se en una entitat que s'anomena "V'ger".
    - Kirk pren el comandament de l'Enterprise de mans de Decker, que posteriorment es fusiona amb V'ger i ascendeix a un pla d'existència superior.
- 2273-2278
  - L'USS Enterprise (NCC-1701) millorat s'embarca en una missió de cinc anys sota el comandament de l'almirall James T. Kirk.[2]
- 2278
  - L'USS Bozeman, sota el comandament del capità Morgan Bateson, entra en un bucle de causalitat temporal en què romandrà durant 90 anys fins que es trobi amb l'USS Enterprise (NCC-1701-D) encallat en el mateix bucle. ("Causa i efecte" (TNG))
- 2279
  - Al voltant d'aquesta època, l'USS Enterprise (NCC-1701) és retirada del servei actiu i assignada com a nau d'entrenament en òrbita de la Terra.[2] En algun moment durant aquest període, Spock és ascendit a capità i se li assigna el comandament de la nau.
- 2284
  - L'USS Excelsior (NX-2000), la primera nau equipada amb motor transcurvatura, es construeix a les drassanes de San Francisco i posteriorment es va atracar al moll espacial de la Terra. Malauradament, la nau encara estava inacabada a causa de moltes especificacions i es va completar al nord de l'estat de Nova York abans de la seva posada en servei com a USS Excelsior (NCC-2000).
- 2285
  - Els esdeveniments de Star Trek 2: La còlera del Khan.
    - Khan Noonien Singh i els seus Augmentats restants escapen de Ceti Alpha V i roben l'USS Reliant i el Dispositiu Genesis. Tots ells moren en combat contra l' Enterprise.
    - Kirk pren el comandament de l' Enterprise del capità Spock, que posteriorment mor.

  - Els esdeveniments de Star Trek 3: A la recerca de Spock. L'USS Enterprise (NCC-1701) original, després d'haver estat donat de baixa per la Flota Estel·lar, és destruït per evitar que caigui en mans klíngon. Spock és reviscut.
- 2286
  - Els esdeveniments de Star Trek 4: Missió salvar la Terra.
  - L'USS Enterprise (NCC-1701-A) és llançada en el seu viatge inaugural sota el comandament del recentment degradat capità James Kirk.
- 2287
  - Els esdeveniments de Star Trek: L'última frontera.
- 2293
  - Els esdeveniments de Star Trek VI: The Undiscovered Country. L’USS Enterprise (NCC-1701-A) és donada de baixa poc després.
  - Els esdeveniments inicials de Star Trek: Generations. L'USS Enterprise (NCC-1701-B) és llançada sota el comandament de John Harriman. Mentre respon a una senyal de socors, l'Enterprise és impactat per una descàrrega del Nexus que trenca el buc i es presumeix que James T. Kirk va morir a l'explosió. (El moment exacte és incert i els esdeveniments de Generations podrien tenir lloc un any més tard.)

### Segle XXIV
- 2305
  - Jean-Luc Picard neix a La Barre, França a la Terra.[41]
- 2311
  - L'Incident de Tomed.[2][42]
- 2319
  - Neix Gary Seven.
- 2320
  - Els Bolians s'uneixen a la Federació.
- 2324
  - Beverly Howard (Crusher) neix a Ciutat Copèrnic, Lluna.[41]
- 2327
  - Jean-Luc Picard es gradua a l'Acadèmia de la Flota Estel·lar a la Terra (2323-2327).
- 2329
  - Chakotay neix en una colònia de la Federació prop de l'espai cardassià a la zona desmilitaritzada
- 2332
  - Benjamin L. Sisko neix a Nova Orleans, Louisiana a la Terra.[2]
- 2333
  - Jean-Luc Picard es converteix en capità de l'USS Stargazer.[2]
- 2335
  - Geordi La Forge neix a Mogadiscio, Somàlia a la Terra.[41]
  - William T. Riker neix a Valdez, Alaska a la Terra.[2]
- 2336
  - Deanna Troi neix a Betazed.[41]
  - Kathryn Janeway neix a Bloomington, Indiana a la Terra.[43]
- 2337
  - Tasha Yar neix en una colònia fallida de la Federació a Turkana IV.[2]
- 2340
  - Worf, fill de Mogh, neix al món natal dels klingon, Qo'noS.[2][44]
- 2341
  - Neix Julian Bashir.[45]
- 2343
  - El projecte de desenvolupament de la classe Galaxy rep oficialment llum verda del Comandament de la Flota Estel·lar.[46]
- 2344
  - L'USS Enterprise (NCC-1701-C), sota el comandament de la capitana Rachel Garrett, és destruïda defensant un assentament klíngon a l'Narendra III sota l'atac dels romulans.[2][47]
  - A causa del sacrifici de l'Enterprise-C', comença una nova era de comunicació més oberta entre la Federació i l'Imperi Klingon, cosa que porta a una aliança formalitzada.
  - A la línia de temps alternativa on l''Enterprise-C no és destruïda, els klingons lliuren una llarga i destructiva guerra contra la Federació.
- 2345
  - Neix Sela (mig romulana/mig humana), filla de Natasha Yar (realitat alternativa de "L'Enterprise del passat").
- 2346
  - Els pares de Worf són assassinats per romulans a la massacre de Khitomer. Worf (de 6 anys) és adoptat per pares humans.[2][48]
- 2349
  - Annika Hansen neix a la Colònia Tendara, fill de Magnus i Erin Hansen.
- 2355
  - Magnus, Erin i Annika Hansen són assimilats pels Borg mentre estan en una missió de recerca al quadrant Delta.
  - L'USS «Stargazer» és atacat per una nau desconeguda (que més tard es va descobrir que era d'origen Ferengi) al sistema Maxia Zeta. Jean-Luc Picard guanya l'enfrontament ideant una tàctica que es coneix com la «Maniobra Picard». Tanmateix, a causa dels danys patits durant la batalla, la tripulació es veu obligada a abandonar la nau. L'«Stargazer» es recupera més tard el 2364.
- 2357
  - Worf és el primer klingon a entrar a l'Acadèmia de la Flota Estel·lar.[2]
  - L'USS «Galaxy» (NX-70637), el prototip de la classe «Galaxy», és llançat.[46]
- 2363
  - L'USS «Enterprise» (NCC-1701-D), la tercera nau estel·lar de la classe «Galaxy» (després de la «Galaxy» i la «Yamato»), és llançada des de les drassanes d'Utopia Planitia a l'òrbita de Mart (sota el comandament de Jean-Luc Picard), i es converteix en la nova nau insígnia de la Federació.
- 2364–2370
  - Els esdeveniments de Star Trek: La nova generació.
- 2364
  - Primer contacte amb el Continu Q. ("Trobada a Farpoint" (TNG))
- 2365
  - Q obliga l'Enterprise-D a fer el primer contacte amb els Borg. ("Què Q?" (TNG))
- 2367
  - Els Borg assimilen el capità Jean-Luc Picard i lluiten a la Batalla de Wolf 359 contra una força especial de la Flota Estel·lar a 7,7 anys llum de la Terra. La batalla resulta en la pèrdua de 39 naus de la Flota Estel·lar i més d'11.000 vides ("El bo i millor d'ambdós mons" (TNG)). Benjamin Sisko a bord de l'USS Saratoga participa en la batalla i és un dels pocs supervivents juntament amb el seu fill Jake Sisko ("Emissary" (DS9)). Amb la força especial perduda, els Borg continuen cap a la Terra. Picard és rescatat i el cub Borg és destruït per les accions de la tripulació de l'Enterprise-D.
- 2368
  - L'ambaixador Spock viu d'incògnit a Romulus, donant suport a un moviment clandestí per reunificar els romulans amb els vulcans. ("Unificació" (TNG))
- 2369–2375
  - Els esdeveniments de Star Trek: Deep Space Nine.
- 2369
  - Terok Nor, una estació espacial cardassiana que orbita Bajor, és presa per la Flota Estel·lar després del final de les hostilitats entre Bajor i Cardassia. És rebatejada com a Espai Profund 9 i posada sota el comandament del comandant (més tard capità) Benjamin Sisko. Poc després, el descobriment d'un forat de cuc estable entre els quadrants Alfa i Gamma porta a la reubicació de DS9 a prop de la ubicació del forat de cuc per tal de facilitar el comerç, l'exploració i la defensa.
- 2370
  - Tenen lloc els esdeveniments de Star Trek: Enterprise episodi "These Are the Voyages...". (això es deu al fet que la història es representa com una recreació de l’holocoberta concurrent amb els esdeveniments de l'episodi de TNG La Pegasus).
  - L'USS Defiant, un prototip desmantellat dissenyat originalment per lluitar contra els Borg, entra en servei actiu i és assignat a Benjamin Sisko per ajudar a protegir DS9. A causa que la Defiant té massa potència i armes per a la seva mida, diversos defectes en el disseny de la nau requereixen atenció abans que arribi a un estat plenament operatiu. La Defiant està classificada oficialment com a nau d'escorta; tanmateix, extraoficialment es considera una nau de guerra construïda exclusivament per al combat.
- 2371
  - Els esdeveniments "actuals" de Star Trek: Generations. La secció del motor estel·lar de l'USS Enterprise (NCC-1701-D) és destruïda per una bretxa al nucli de curvatura; la secció del plat que conté la tripulació fa un aterratge forçós a Veridian III. Posteriorment, la nau es declara pèrdua total. James T. Kirk reapareix del continu temporal en què havia estat des de la seva desaparició el 2293. Kirk mor a Veridian III.
- 2371–2378
  - Els esdeveniments de Star Trek: Voyager'.
  - "El Guardià": l'USS Voyager, sota el comandament de la capitana Kathryn Janeway, es troba encallada a les profunditats del Quadrant Delta i s'enfronta a un viatge de 75 anys de tornada a l'espai de la Federació. Janeway fusiona la seva tripulació amb els supervivents d'una nau formada per membres d'una organització anomenada Maquis que en aquest moment són enemics de facto de la Federació.
- 2372
  - L'USS Enterprise (NCC-1701-E) de classe Sovereign és botada sota el comandament del capità Jean-Luc Picard (amb la major part de la seva tripulació de comandament del 1701-D intacta).
- 2373
  - Els esdeveniments de Star Trek: First Contact. La Batalla del Sector 001 té lloc amb una força especial de la Flota Estel·lar involucrada en una batalla contínua amb un cub Borg de camí a la Terra. L'USS Defiant (NX-74205) del DS9 resulta greument danyada però no destruïda, i la tripulació evacua a l'Enterprise. L'USS Enterprise (NCC-1701-E) segueix una esfera Borg a través d'una esquerda temporal i els esdeveniments es desplacen en aquest punt fins al 2063.
  - Encara sense saber que l'USS Voyager està atrapada al Quadrant Delta, la Flota Estel·lar declara oficialment la nau perduda amb tots els seus tripulants.
- 2373–2375
  - Les tensions entre els quadrants Alfa i Gamma esclaten en una guerra oberta, encenent completament la Guerra del Domini, amb DS9 al seu epicentre.
- 2374
  - Annika Hansen (que ara s'identifica amb la designació Borg Set de Nou) és alliberada del col·lectiu Borg per la tripulació de l'USS Voyager. ("L'escorpí, Part II" (VOY))
  - Utilitzant una xarxa de sensors abandonada, l'USS Voyager detecta una nau de la Federació, l'USS Prometheus, a la vora del quadrant Alfa i transmet El Doctor a la nau. Després d'alliberar la nau dels romulans amb l'ajuda de l'EMH Prometheus, la Voyager restableix oficialment el contacte amb la Flota Estel·lar.
- 2375
  - L'USS Defiant (NX-74205) és destruïda. Unes setmanes més tard, el DS9 rep una nau de classe Defiant de reemplaçament, l'USS São Paulo. El capità Sisko rep un permís especial de la Flota Estel·lar per canviar el nom a la nau Defiant.
  - Després de pèrdues devastadores per ambdós bàndols, la Federació, juntament amb l'Imperi Romulà i Klíngon, fa un últim esforç contra el Domini, que resulta en la Batalla de Cardàssia. Posteriorment, el Domini es rendeix a la Federació.
  - Els esdeveniments de Star Trek: Insurrection.[49] Els diàlegs d'aquesta pel·lícula i del final de DS9, "What You Leave Behind", situen la cronologia d'aquesta pel·lícula durant aquell episodi, després de la batalla final de la guerra però abans de la cerimònia de signatura del tractat. El més destacable de la pel·lícula és la capacitat de Worf per abandonar l'estació per unir-se a l'"Enterprise", així com una frase sobre la participació de diplomàtics de la Federació en negociacions del Domini, i la voluntat de la Federació de treballar amb els Son'a, que s'estableixen com a aliats del Domini durant la guerra.
- 2378
  - Amb l'ajuda de l'almirall Janeway d'una línia temporal alternativa en què el retorn de la nau es retarda molts anys amb resultats tràgics, l'USS "Voyager" torna al Quadrant Alfa. ("Endgame"). Neix la filla de Tom Paris i B'Elanna Torres. En algun moment després de tornar a casa (i abans dels esdeveniments de "Star Trek: Nemesis"), Janeway és ascendida a vicealmirall a la línia temporal principal.
- 2379
  - Els esdeveniments de Star Trek: Nemesis, que resulten en la mort del tinent comandant Data.[50]
  - Descobriment d'un androide prèviament desconegut anomenat "B-4", un prototip d'androide similar en disseny al tinent comandant Data però amb una xarxa positrònica notablement menys avançada.
- 2380-2381
  - Els esdeveniments de Star Trek: Lower Decks.[51]
- 2383
  - Els esdeveniments de Star Trek: Prodigy.
- 2385, Dia del Primer Contacte
  - Es produeixen els esdeveniments de l'episodi "Children of Mars" de Star Trek: Short Treks. Les drassanes d'Utopia Planitia a Mart són sabotejades i posteriorment destruïdes per sintètics rebels en un atac sorpresa. La batalla resulta en la pèrdua de 92.143 vides, el planeta mateix es considera destruït, la seva estratosfera incendiada i la destrucció de l'armada de rescat per evacuar Romulus. Després de l'atac, la Federació, incapaç de determinar com o per què els sintetitzadors es van tornar rebels, prohibeix la creació de formes vives sintètiques.
- 2386
  - El tinent Icheb és capturat i despullat de les seves parts Borg per Bjayzl, i posteriorment sacrificat per Set de Nou.
- 2387
  - Una estrella de l'Imperi Romulà es converteix en supernova. L'ambaixador Spock intenta contrarestar l'ona de xoc resultant utilitzant matèria vermella, però no aconsegueix salvar el planeta Romulus de la destrucció. Spock i la nau minera romulana Narada, comandada per Nero, són arrossegades a un forat negre creat per la detonació de la matèria vermella i arriben al passat. L'arribada de Nero el 2233 i el posterior atac a l'USS Kelvin crea la línia temporal de Kelvin. (Star Trek (2009))
- 2394 (línia temporal alternativa)
  - La Voyager torna al Quadrant Alfa al començament del final de la sèrie Star Trek: Voyager ("Endgame"). Això posa en marxa esdeveniments en què Kathryn Janeway es descontenta i comença a fer plans per canviar finalment la línia temporal i enviar la Voyager a casa abans
- 2395 línia de temps alternativa)
  - El "futur" al final de la sèrie Star Trek: La nova generació "Totes les coses bones...".
- 2399
  - Els esdeveniments de la temporada 1 deStar Trek: Picard.[52]

### Segle XXV
- 2401-2402
  - Els esdeveniments de les temporades 2-3 de Star Trek: Picard.
- 2402
  - L'USS Titan (NCC-80102-A) passa a anomenar-se USS Enterprise (NCC-1701-G) sota el comandament del capità Set de Nou.
- 2404 (línia de temps alternativa)
  - La línia de temps original es divideix al final de la sèrie Star Trek: Voyager ("Endgame"), on l'almirall Janeway retrocedeix 26 anys al Quadrant Delta i assegura el retorn anterior de la Voyager al Quadrant Alfa. Això inicia una nova línia de temps (encara sense nom).

### Segle XXVI
- c. 2540–2550 (línia de temps alternativa)
  - La nau estel·lar Enterprise-J (presumiblement NCC 1701-J) rep la comissió i participa a la batalla de Procyon V contra els constructors d'esferes, tal com es mostra a l'episodi "Azati Prime" de Enterprise. Com que els esdeveniments de l'episodi "Hora Zero" provoquen la destrucció de les esferes i la dissipació de l'espai alterat, és probable que aquesta batalla només es produeixi en una línia de temps alternativa.

### Segle XXVII
- Guerra Freda Temporal (amb agents del segle XXXI); establerta per primera vegada a l'episodi pilot de Star Trek: Enterprise i recurrent fins a l'estrena de la quarta temporada de la sèrie, és una lluita entre aquells que voldrien alterar la història per adaptar-la als seus propis fins i aquells que voldrien preservar la integritat de la línia de temps original.
- Amb la distància entre ells expandida al llarg dels segles i fent que els viatges siguin cada cop més difícils, l'últim encreuament entre els Universos Principal i Mirall es produeix en algun moment durant aquest segle.

### Segle XXIX
- La nau del temps de tipus Aeon està en servei actiu durant aquest segle ("La fi del futur"), igual que la nau del temps de classe Wells Relativity ("Relativity").

### Segle XXX
- Al voltant de l'any 2958, els subministraments de diliti a la Via Làctia van començar a esgotar-se, marcant l'inici d'una crisi energètica. La Federació Unida de Planetes va començar el desenvolupament i les proves d'alternatives a la propulsió de curvatura, tot i que cap va resultar ser fiable.
- La Federació passa gran part d'aquest segle involucrada en una guerra temporal amb l'objectiu de mantenir els Acords Temporals per garantir que la línia de temps romangui inalterada.

### Segle XXXI
- 3069
  - Es produeix un esdeveniment cataclísmic a tota la galàxia conegut com a "La Cremada". Gairebé tot el Dilithi de la galàxia esdevé sobtadament inert, causant una pèrdua massiva de vides i la destrucció de totes les naus i instal·lacions amb un nucli warp actiu. Després, el Dilithi restant es va convertir en un recurs cada cop més escàs. Amb poques naus i viatges warp greument impedits, sense explicació del que va passar i amb la incertesa de si tornarà a passar, la Federació Unida de Planetes, el Comandament de la Flota Estel·lar i la Terra Unida, efectivament col·lapsen.
- 3074
  - La trama principal de l'episodi de Star Trek: Voyager "Testimoni vivent" té lloc, i l'escena final té lloc "molts anys" després d'això.
- 3089
  - La Federació, el Comandament de la Flota Estel·lar i la Terra Unida abandonen el planeta Terra per a una nova seu. Més o menys al mateix temps, el govern de la Terra Unida retira la Terra de la Federació, convertint-se en completament autosuficient i aïllant diversos planetes de la resta de la galàxia.
- Episodis amb el viatger del temps Daniels de Enterprise: "Cold Front", "Shockwave", "Azati Prime"

### Segles XXXII i XXXIII
- 3186
  - Aquest és l'any en què Gabrielle Burnham va arribar després d'utilitzar el vestit d'Àngel Vermell per escapar d'un atac klíngon a casa seva. (Discovery T2 E10)
- 3188-3191, ca. 3225
  - Els esdeveniments de Star Trek: Discovery temporades 3 a 5.

### Segle XXXIV
- 3374 (línia de temps alternativa)
  - Segons Obrist, si la nau armada Krenim hagués continuat alterant el temps fins a aquest punt, no s'hauria aconseguit la restauració completa de l'Imperi Krenim.

### Futur llunyà
- Els esdeveniments de l'episodi "Calypso" de Star Trek: Short Treks tenen lloc al segle XLIII o més tard.

- 60-70 bilions d'anys
  - L'Univers col·lapsarà.

## Història de la cronologia (historiografia)
S'han fet diversos esforços per desenvolupar una cronologia per als esdeveniments representats per la sèrie de televisió Star Trek i les seves sèries derivades. Aquest assumpte s'ha complicat per les contínues addicions al cànon de Star Trek, l'existència de viatges en el temps i múltiples línies de temps concurrents, i l'escassetat de dates del calendari gregorià que es donen a la sèrie (en canvi, s'utilitzen dates estel·lars).

### Sèrie original
No hi ha gaires referències que estableixin la sèrie original en un marc de temps exacte, i les que existeixen són en gran part contradictòries. A l'episodi "Demà és avui", un oficial militar dels anys seixanta diu que tancarà el Capità Kirk "durant dos-cents anys", a la qual cosa Kirk respon, amb irònica diversió: "Això hauria de ser just el correcte". De la mateixa manera, a l'episodi "Llavor espacial", es diu que el senyor de la guerra de 1996 Khan Noonien Singh és de fa "dos segles". Ambdues referències situen la sèrie al segle XXII. Tanmateix, a l'episodi "Miri", es diu que el 1960 va ser fa uns 300 anys, cosa que porta la sèrie al segle XXIII. Finalment, l'episodi "El senyor de Gothos" implica que el con de llum de la Terra del segle XIX s'ha expandit a 900 anys llum de radi, cosa que sembla situar la sèrie al segle XXVIII, ja que la llum trigaria nou segles a recórrer aquesta distància.
Segons les notes de "The Making of Star Trek", la sèrie està ambientada al segle XXIII, i se suposava que l'"Enterprise" tenia uns 40 anys. Roddenberry diu en aquest llibre que el sistema de dates estel·lars es va inventar per evitar fixar la sèrie amb precisió en un marc temporal. El plantejament original de Roddenberry per a la sèrie la datava "en algun lloc del futur. Podria ser el 1995, o potser fins i tot el 2995".

### Primeres cronologies
La Star Trek Spaceflight Chronology i FASA, un editor del primer joc de rol Star Trek llicenciat, va optar per la figura de la "llavor espacial", afegint uns quants anys per assegurar-se que els esdeveniments de la sèrie original transcorreguessin al segle XXIII. Aquest sistema de datació va ser seguit per altres obres derivades a la dècada de 1980, com ara "Mr. Scott's Guide to the Enterprise". Aquest sistema de cronologia dóna les dates següents
- La nau sub-curvatura UNSS Icarus fa el seu primer contacte amb Alfa Centauri el 2048, i allà coneix Zefrem Cochran [sic], que ha inventat el motor de  curvatura.[56]
- La primera nau de curvatura terrestre, la Bonaventure, fa el seu primer viatge, a Tau Ceti, el 2059.[56]
- El primer contacte amb els vulcanians és el 2065, quan una nau espacial vulcaniana danyada és rescatada per l'UNSS Amity.[56]
- La Federació es forma el 2087.[56]
- La Guerra Terra-Romulana té lloc a la dècada del 2100.[56]
- Primer contacte amb l'Imperi Klíngon el 2151, que exigeixen el retorn d'un grup de refugiats de l'USS Sentry.[56]
- La primera nau espacial de classe Constitution es llança el 2188.[56]
- L'USS Enterprise en missió de cinc anys sota el comandament del Capità Kirk dura del 2207 al 2212.[57]
- Els esdeveniments de Star Trek: La pel·lícula tenen lloc el 2217.[57]
- Els esdeveniments de Star Trek 2: La còlera del Khan tenen lloc al voltant del 2222 (el diàleg de la pel·lícula diu que està ambientat "quinze anys" després de l'episodi de la primera temporada "Llavor espacial").
- Els esdeveniments de Star Trek 4: Missió salvar la Terra tenen lloc el 21 de setembre de 2222.[57]

El joc Star Fleet Battles es va publicar el 1979, amb una llicència que només cobria la sèrie original. Des de llavors va divergir cap a un univers fictici completament separat, al qual es continuen publicant noves addicions. No es vincula al calendari gregorià, sinó que utilitza un "Any 1" de la invenció de la curvatura a la Terra. La seva versió de la història de la sèrie original és:
- Y1: es desenvolupa el motor de curvatura a la Terra.
- Y4: es forma la Federació per la Terra, Vulcà, Andoria i Alfa Centauri.
- Y40-Y46: guerra Terra-Romulana.
- Y71: es forma la Flota Estel·lar.
- Y126: es llança la classe Constitució (una actualització de la classe "Republic").
- Y154–159: els esdeveniments de la sèrie original.

### Era TNG i Okuda
Els materials de premsa per a "La nova generació" suggerien que estava ambientada al segle XXIV, setanta-vuit anys després de l'"Star Trek" existent, tot i que el període exacte encara no s'havia gravat en pedra. El pilot va tenir un diàleg que afirmava que Data formava part de la "classe del 78" de la Flota Estel·lar. L'episodi pilot, "Trobada a Farpoint", també té una aparició cameo de Leonard "Bones" McCoy, que es diu que té 137 anys.
A l'últim episodi de la primera temporada, l'any és fermament establert per Data com a 2364. Això va marcar la primera vegada que una data de calendari futura explícita s'havia adjuntat a una història de "Star Trek", i va permetre als fans i guionistes extrapolar més dates. Per exemple, la data establerta implica que McCoy va néixer al voltant del 2227, cosa que descarta la datació de la sèrie original a principis del segle XXIII derivada de la  Spaceflight Chronology (tot i que la datació ja havia estat efectivament anul·lada per "Star Trek IV", que té lloc principalment el 1986, on Kirk li diu a Gillian Taylor que és de finals del segle XXIII, tot i que no dóna una data exacta).
Una Star Trek Chronology es va publicar el 1993, escrita pels membres de l'equip de producció Denise Okuda i Michael Okuda. Una segona edició es va publicar el 1996. Okuda va elaborar originalment una línia de temps per a ús intern dels escriptors, basada en la seva pròpia recerca i en les suposicions proporcionades per Richard Arnold. Les dates de la Chronology són consistents amb l'anterior Star Trek: The Next Generation Technical Manual.
Dona les dates següents:
- Zephram Cochrane inventa el motor de curvatura al voltant del 2061 (perquè l'SS «Valiant» es pugui construir i desaparegui dos-cents anys abans de "On no ha anat mai cap home", datat el 2265; la primera edició dóna el 2061; la segona edició ho trasllada al 2063 per Star Trek: First Contact).
- La Guerra Romulana té lloc a la dècada del 2150 (uns cent anys abans de "L'equilibri del terror").
- La Federació es forma el 2161, després de la Guerra Romulana, sobre la base que "L'equilibri del terror" diu que va ser una guerra entre la Terra i els Romulans, no una guerra entre la Federació i els Romulans.
- La primera nau estel·lar de classe Constitution es llança el 2244, seguida de l'"Enterprise" el 2245.
- La missió de cinc anys de Kirk dura del 2264 al 2269, basant-se en la suposició que la sèrie original està ambientada exactament 300 anys després de la seva emissió original.
  - Els episodis d'acció en directe de "Star Trek" emesos estan datats del 2266 al 2269. La cronologia no inclou els esdeveniments de "Star Trek: La sèrie animada". Això també està en consonància amb el concepte de Gene Roddenberry (discutit a "The Making of Star Trek" de Roddenberry i Stephen Whitfield) que la primera temporada de "Star Trek" té lloc després que la missió hagi estat en marxa durant un temps.
  - Un episodi de "Voyager", "Q2", emès després de la publicació de la "Chronology", va establir que la missió de cinc anys de Kirk va acabar realment el 2270.
- Els esdeveniments de "Star Trek: La pel·lícula" tenen lloc el 2271 (Kirk ha estat Cap d'Operacions de la Flota Estel·lar durant dos anys i mig, segons el diàleg de Kirk i Decker).
  - La datació de "Q2" per a la missió de cinc anys de Kirk, trasllada la primera pel·lícula a c. 2273.
- Nombroses fonts, inclosa la Chronology, postulen una segona missió de cinc anys sota el comandament de l'ara almirall Kirk, començada poc després dels esdeveniments de la primera pel·lícula; en part, això és per tenir en compte la sèrie de revivals no produïda Star Trek: Phase II.
- Els esdeveniments de Star Trek 2: La còlera del Khan i Star Trek 3: A la recerca de Spock tenen lloc el 2285.
  - La còlera del Khan és una seqüela de l'episodi "Llavor espacial", que Okuda data el 2267. A la línia de temps d'Okuda hi ha un interval de divuit anys en lloc dels quinze anys establerts en el diàleg. La pel·lícula es va estrenar el 1982, quinze anys després de l'emissió de l'episodi el 1967. La pel·lícula comença el dia de l'aniversari de Kirk, que s'estableix semicanònicament el 22 de març, el mateix que el de William Shatner.
- Els esdeveniments de Star Trek 4: Missió salvar la Terra tenen lloc el 2286.
  - Això situa Star Trek 3 a finals del 2285, ja que Kirk afirma al seu diari que la tripulació de lEnterprise ha estat a Vulcà durant "tres mesos" des que va portar Spock a casa.
- Els esdeveniments de Star Trek: L'última frontera aparentment tenen lloc poc després dels esdeveniments de la quarta pel·lícula, com ho demostren les queixes de Scotty sobre la reparació de la nau després del seu creuer de prova, que es va descriure al final de Star Trek IV. Star Trek V tindria lloc a principis del 2287.
- Els esdeveniments de Star Trek VI: The Undiscovered Country tenen lloc el 2293, basats en la declaració de McCoy que havia servit a lEnterprise durant 27 anys, i la seva absència a "On no ha anat mai cap home".
- La part de l'era Kirk de Star Trek: Generations està ambientada 78 anys abans del 2371 (establert mitjançant un subtítol en pantalla), per tant, està ambientada el 2293 i poc després de Star Trek VI.

El període entre la pel·lícula de 1986 Star Trek 4: Missió salvar la Terra (2286) i la primera temporada de 1987 de La nova generació (2364) és de 78 anys segons aquesta línia de temps, cosa que coincideix amb els primers materials de premsa.
Va passar un període de 10 anys entre l'emissió de l'últim episodi de Star Trek: La sèrie original i l'estrena de La pel·lícula. La pel·lícula va evitar el fet que els actors havien envellit, suposant que només havien passat dos anys i mig des dels esdeveniments de la sèrie de televisió. Per a Star Trek 2, es va decidir reconèixer la realitat dels actors que envelleixen, tant ambientant la pel·lícula uns 15 anys després de "Llavor especial", com fent que Kirk es preocupés per envellir.
Dins de l'era de La nova generació, els episodis i les pel·lícules són més fàcils de datar. Les dates estel·lars corresponen exactament a les temporades, i els dos primers dígits de la data estel·lar representen el número de temporada. Okuda assumeix que l'inici d'una temporada és l'1 de gener i el final de la temporada és el 31 de desembre. Les sèries de televisió La nova generació, Deep Space Nine i Voyager, així com les pel·lícules, han seguit aproximadament el "temps real" i estan ambientades uns 377 anys després del seu llançament.
Des que es va publicar la Chronology, els productors de la sèrie l'han seguit en general. La pel·lícula Star Trek: First Contact i la sèrie de preqüela Star Trek: Enterprise revisiten l'era primitiva. A First Contact, es confirma que Zephram Cochrane va inventar el motor de curvatura a la Terra, però la data s'avança lleugerament fins al 2063, i es revela que el primer contacte oficial de la Terra amb una espècie alienígena, els vulcanians, va tenir lloc immediatament després com a resultat d'això.
La datació de la temporada final de Star Trek: Voyager ha presentat controvèrsia. La suposició estàndard sobre les dates estel·lars, així com la correspondència regular entre temporades i anys dins de l'univers, situaria tota la temporada l'any 2377; la temporada comença amb la data estel·lar 54014.4 i acaba amb 54973.4. Tanmateix, l'episodi "Homestead" presenta una celebració del 315è aniversari del primer contacte de Zefram Cochrane amb els vulcanians, que situaria l'episodi el 5 d'abril de 2378. El lloc web de fans Memory Alpha situa, doncs, els vuit últims episodis de la temporada ("Human Error" fins a "Endgame") el 2378, i altres fonts segueixen el mateix exemple.
Enterprise està ambientada a la dècada del 2150 i està relacionada amb la història de Cochrane. La sèrie utilitza el calendari gregorià en lloc de dates estel·lars, cosa que facilita el seguiment de la datació. El seu pilot "Broken Bow", descriu el primer contacte amb els klingons que va tenir lloc molt abans del que preveia la cronologia d'Okuda (suggeria una data de 2218, basada en una línia de "El dia del colom", assenyalant que el diàleg de "Primer contacte" fa que això sigui problemàtic, tot i que la línia real de l'episodi feia referència a les "hostilitats" entre els dos, i a Enterprise, les relacions entre humans i klíngons, tot i que de cap manera són amistoses, clarament no arriben a l'estat de guerra de facto que es mostra a TOS). Mostra l'inici de la guerra romulana i l'inici d'una coalició entre la Terra, Vulcà, Andor i Tellar a la dècada del 2150. La data de l'any de fundació de la Federació, el 2161, es va revelar a l'episodi de la cinquena temporada de TNG "Marginació," basat en un esborrany inicial de la línia temporal d'Okuda. L'episodi final de Enterprise, "These Are the Voyages...", és coherent amb l'establiment del 2161 com l'any de fundació de la Federació.
No s'ha publicat cap versió de la Chronology ni de l' Encyclopedia des del 1999. Un llibre del 2006 de Jeff Ayers conté una línia de temps que intenta datar totes les nombroses novel·les de Star Trek. Aquesta línia de temps té La pel·lícula el 2273, per explicar la bretxa de dos anys i mig entre la data final del 2270 establerta a "Q2" i els esdeveniments de la pel·lícula. El lloc web oficial, StarTrek.com, encara dóna la data d'aquella pel·lícula com a 2271.

### Guerres eugenètiques i Tercera Guerra Mundial
Quan es va produir la sèrie original de Star Trek, la dècada del 1990 era d'aquí a diverses dècades, i per tant diversos elements de la història de Star Trek estan ambientats en aquella època, en particular les Guerres Eugenètiques. Les referències a les Guerres Eugenètiques i a una guerra nuclear al segle XXI són una mica contradictòries.
L'episodi "Llavor espacial" estableix les Guerres Eugenètiques, i les fa durar de 1992 a 1996. Les Guerres Eugenètiques es descriuen com un conflicte global en què la descendència d'un projecte d'enginyeria genètica humana, sobretot Khan Noonien Singh, es van establir com a superhomes i van intentar la dominació mundial. Spock les anomena "l'última de les vostres anomenades Guerres Mundials", i McCoy ho identifica amb les Guerres Eugenètiques.
A l'episodi "Pa i circ", Spock dóna un nombre de morts per a la Tercera Guerra Mundial de 37 milions. L'episodi "La cortina salvatge" presenta un coronel Phillip Green, que va liderar una guerra genocida al segle XXI. L'episodi de TNG "Trobada a Farpoint" estableix encara més un "horror postatòmic" a la Terra el 2079. Tanmateix, la pel·lícula Star Trek: First Contact situa el contacte entre vulcanians i humans el 5 d'abril de 2063.
Star Trek Concordance identifica la xifra de "Pa i circ" com el nombre de morts per una Tercera Guerra Mundial nuclear, a mitjans del segle XXI. Star Trek: First Contact estableix fermament que la Tercera Guerra Mundial va acabar, després d'un intercanvi nuclear, el 2053, però amb un recompte de cadàvers de 600 milions. La figura del coronel Green s'explica amb més detall a Star Trek: Enterprise. First Contact també descriu deliberadament les parts bel·ligerants de la Tercera Guerra Mundial com a "faccions", no nacions per se.
L'episodi de la Voyager "La fi del futur" va veure la tripulació de la Voyager viatjar en el temps a Los Angeles el 1996, cosa que, com assenyala l'Encyclopedia, sembla que no s'ha vist afectada en absolut per les Guerres Eugenètiques, que van acabar aquell any. L'episodi només reconeix el problema presentant una maqueta de la nau de classe DY-100 de Khan en un escriptori de 1996. La nau espacial de Khan és una altra anomalia per a la línia de temps, que té una varietat de naus espacials perdudes fa temps que es van llançar entre 1980 i 2100, amb nivells de tecnologia inconsistents (causats per l'augment de la vida útil real i també per la disminució de l'optimisme sobre el ritme de l'exploració espacial).
Una referència a l'episodi de "Deep Space Nine" "Doctor Bashir, I Presume?" suggereix que les Guerres Eugenètiques van tenir lloc al segle XXII. Segons l'escriptor Ronald D. Moore, això no va ser un intent de retrocontinuïtat, sinó un error: en escriure l'episodi, va recordar la ja qüestionable frase "fa dos segles" de "Llavor espacial" i va oblidar que DS9 té lloc més de 100 anys després.
La quarta temporada de Star Trek: Enterprise implica una trilogia d'episodis ("Borderland", "Cold Station 12" i "The Augments") relacionats amb el científic Doctor Arik Soong, avantpassat del Doctor Noonien Soong, i els seus augments genètics d'humans. Es discuteixen nombrosos detalls històrics de les devastadores Guerres Eugenètiques: la mort de 35-37 milions de persones; com els governs de la Terra no van poder decidir sobre el destí dels 1.800 embrions millorats genèticament; i com Soong s'havia infiltrat al complex i havia robat i criat 19 embrions ell mateix. Soong sostenia que ell mateix i la humanitat en general havien après les lliçons de les Guerres Eugenètiques i no havien de continuar amagant-se darrere d'aquests esdeveniments quan hi havia progressos a fer ara que la tecnologia havia madurat i era molt més practicable. (Les accions dels seus "fills" el convencen del contrari, i al final de "The Augments" Soong declara el seu interès per la cibernètica, començant l'obra que un dia donaria lloc a Data.)
La sèrie de dos llibres de Greg Cox The Eugenics Wars: The Rise and Fall of Khan Noonien Singh desenvolupa la idea de les Guerres Eugenètiques en el context de la història de la vida real representant-la com una història secreta, i que la veritat darrere de les diverses guerres civils i conflictes dels anys noranta no era generalment coneguda; Los Angeles, l'aparició de la qual a "La fi del futur" va ajudar a qüestionar l'existència de la guerra, es retrata com un "front de batalla" de guerra electrònica, sent els disturbis per Rodney King una d'aquestes calamitats.
La sèrie Star Trek: Strange New Worlds, que es va emetre per primera vegada a la primavera del 2022, complica encara més la cronologia en reconfigurar certs aspectes de datació datant explícitament les Guerres Eugenètiques a la primera meitat del segle XXI. Per exemple, l'episodi "Tomorrow and Tomorrow and Tomorrow" presenta un jove Khan Noonien-Singh, molt abans de la seva insurrecció, i està ambientat a la dècada del 2020, i a l'estrena de la sèrie "Strange New Worlds", Christopher Pike descriu imatges de les esdeveniments de la vida real del 2020 i 2021 com el preludi de la segona Guerra Civil Americana i el que va conduir a les Guerres Eugenètiques i la Tercera Guerra Mundial. Això difereix de "Llavor espacial", que afirma que no sols les Guerres Eugenètiques van tenir lloc a mitjans de la dècada del 1990, sinó que el diàleg indica que van ser concurrents o simplement van ser la Tercera Guerra Mundial.

### Cochrane
A l'episodi "Metamorfosi", s'afirma que Zefram Cochrane d'Alfa Centauri, el descobridor de la distorsió espacial, va desaparèixer fa 150 anys, als 87 anys. Basant-se en la data originalment donada entre el 2207 i el 2212  això hauria situat la desaparició de Cochrane entre el 2057 i el 2062 i el seu naixement entre el 1970 i el 1975. Tanmateix, la data d'Okuda de 2267 per a aquest episodi situa la desaparició de Cochrane el 2117 i el seu naixement el 2030. Material derivat dels anys vuitanta, com ara Star Trek Spaceflight Chronology postula que Cochrane era originalment d'Alfa Centauri i que una nau sub-curvatura la UNSS «Icarus» va arribar a Alfa Centauri el 2048 per trobar que havia descobert la teoria darrere del motor de curvatura. L'«Icarus» va transmetre els seus descobriments a la Terra. El primer prototip de nau de curvatura es va llançar el 2055.
La Star Trek Chronology no es manté amb aquesta teoria i afirma que Cochrane era natiu de la Terra, que es va traslladar a Alfa Centauri al final de la seva vida. (Fins i tot a Metamorfosi, abans que Cochrane s'identifiqui amb el grup de desembarcament, el Dr. McCoy havia fet una exploració amb tricorder i havia determinat que era humà.) La primera edició de la Chronology assenyala que la invenció del motor warp per part de Cochrane devia ser almenys 200 anys abans de On no ha anat mai cap home, i suggereix una data del 2061, assenyalant que Cochrane tindria 31 anys aquell any.
La pel·lícula Star Trek: First Contact presenta de manera destacada el primer vol de curvatura reeixit de Cochrane. La pel·lícula està ambientada l'any 2063, dos anys després dels suggeriments de "Chronology", i per tant, segons la línia temporal, Cochrane té 33 anys. L'actor que va interpretar Cochrane en aquella pel·lícula, James Cromwell, tenia 56 anys en el moment de l'estrena de la pel·lícula. L'"Encyclopedia" assenyala el problema de l'edat i afirma que Cromwell Cochrane havia patit una intoxicació per radiació, cosa que li va causar un aspecte envellit. "Enterprise" situa la desaparició de Cochrane al 2119, cosa que fa que Cochrane tingués 31 anys en el moment de First Contact.